# Olbia Calcio 1989-1990
Questa pagina raccoglie le informazioni riguardanti l'Olbia Calcio nelle competizioni ufficiali della stagione 1989-1990.

## Rosa
| N. |                   | Ruolo | Calciatore          |
| -- | ----------------- | ----- | ------------------- |
|    | Italia (bandiera) | C     | Gabriele Addis      |
|    | Italia (bandiera) | C     | Maurizio Amadori    |
|    | Italia (bandiera) | D     | Marco Appeddu       |
|    | Italia (bandiera) | C     | Pier Mario Asara    |
|    | Italia (bandiera) |       | Mirco Balacich      |
|    | Italia (bandiera) | A     | Alessandro Burtini  |
|    | Italia (bandiera) | D     | Roberto Cabras      |
|    | Italia (bandiera) | A     | Cristian Casadei    |
|    | Italia (bandiera) | C     | Giovanni Casu       |
|    | Italia (bandiera) | C     | Vincenzo Chiesa     |
|    | Italia (bandiera) | P     | Massimo Dessì       |
|    | Italia (bandiera) | A     | Fabrizio Fermanelli |

| N. |                   | Ruolo | Calciatore          |
| -- | ----------------- | ----- | ------------------- |
|    | Italia (bandiera) | C     | Battistino Gallu    |
|    | Italia (bandiera) | D     | Fabio Grillo        |
|    | Italia (bandiera) | D     | Marco Leoncini      |
|    | Italia (bandiera) | C     | Pasquale Lo Giudice |
|    | Italia (bandiera) | C     | Damiano Morra (II)  |
|    | Italia (bandiera) | D     | Marco Mosti         |
|    | Italia (bandiera) | C     | Rossano Mulleri     |
|    | Italia (bandiera) |       | Massimo Runcio      |
|    | Italia (bandiera) | P     | Marco Sapochetti    |
|    | Italia (bandiera) | A     | Franco Saporito     |
|    | Italia (bandiera) | A     | Alessandro Solinas  |

## Risultati

### Campionato

#### Girone di andata
| 17 settembre 1989 1ª giornata | Ponsacco | 1 – 0 | Olbia |  |

| 24 settembre 1989 2ª giornata | Olbia | 0 – 0 | Siena |  |

| 1º ottobre 1989 3ª giornata | Pro Livorno | 3 – 0 | Olbia |  |

| 8 ottobre 1989 4ª giornata | Olbia | 2 – 1 | Pavia |  |

| 15 ottobre 1989 5ª giornata | Sarzanese | 0 – 0 | Olbia |  |

| 22 ottobre 1989 6ª giornata | Olbia | 2 – 0 | Rondinella |  |

| 29 ottobre 1989 7ª giornata | Cuoiopelli | 0 – 0 | Olbia |  |

| 5 novembre 1989 8ª giornata | Pro Vercelli | 4 – 1 | Olbia |  |

| 12 novembre 1989 9ª giornata | Olbia | 0 – 3 | Cecina |  |

| 19 novembre 1989 10ª giornata | La Palma | 0 – 0 | Olbia |  |

| 26 novembre 1989 11ª giornata | Olbia | 0 – 1 | Tempio |  |

| 3 dicembre 1989 12ª giornata | Cuneo | 2 – 0 | Olbia |  |

| 10 dicembre 1989 13ª giornata | Olbia | 0 – 0 | Massese |  |

| 17 dicembre 1989 14ª giornata | Pontedera | 0 – 0 | Olbia |  |

| 30 dicembre 1989 15ª giornata | Olbia | 1 – 0 | Oltrepò |  |

| 7 gennaio 1990 16ª giornata | Novara | 0 – 0 | Olbia |  |

| 14 gennaio 1990 17ª giornata | Olbia | 1 – 1 | Poggibonsi |  |

#### Girone di ritorno
| 28 gennaio 1990 18ª giornata | Olbia | 0 – 0 | Ponsacco |  |

| 4 febbraio 1990 19ª giornata | Siena | 1 – 1 | Olbia |  |

| 11 febbraio 1990 20ª giornata | Olbia | 1 – 1 | Pro Livorno |  |

| 18 febbraio 1990 21ª giornata | Pavia | 5 – 0 | Olbia |  |

| 4 marzo 1990 22ª giornata | Olbia | 1 – 0 | Sarzanese |  |

| 11 marzo 1990 23ª giornata | Rondinella | 2 – 2 | Olbia |  |

| 18 marzo 1990 24ª giornata | Olbia | 0 – 0 | Cuoiopelli |  |

| 25 marzo 1990 25ª giornata | Olbia | 1 – 0 | Pro Vercelli |  |

| 1º aprile 1990 26ª giornata | Cecina | 2 – 0 | Olbia |  |

| 8 aprile 1990 27ª giornata | Olbia | 0 – 0 | La Palma |  |

| 14 aprile 1990 28ª giornata | Tempio | 1 – 0 | Olbia |  |

| 29 aprile 1990 29ª giornata | Olbia | 2 – 1 | Cuneo |  |

| 6 maggio 1990 30ª giornata | Massese | 1 – 0 | Olbia |  |

| 13 maggio 1990 31ª giornata | Olbia | 0 – 1 | Pontedera |  |

| 20 maggio 1990 32ª giornata | Oltrepò | 0 – 1 | Olbia |  |

| 27 maggio 1990 33ª giornata | Olbia | 1 – 0 | Novara |  |

| 3 giugno 1990 34ª giornata | Poggibonsi | 0 – 0 | Olbia |  |